# 奴隶丛书
奴隶丛书，由鲁迅编印的一套文学丛书。奴隶丛书共出三种，分别为叶紫的《丰收》、萧红的《生死场》和萧军的《八月的乡村》。1935年，该书以“奴隶社”名义出版。
《丰收》共收录了叶紫的6篇短篇小说，分别为《丰收》、《火》、《电网外》、《夜哨线》、《杨七公公过年》、《乡导》，《生死場》則是一部中篇小説，為蕭紅的成名作。